# Весна (платформа)
Весна́ — платформа Северо-Кавказской железной дороги РЖД, расположена в посёлке пансионата Весна Туапсинского района Краснодарского края России.

## Описание
Расположена на берегу Чёрного моря, недалеко от Центрального городского пляжа города.